# ウィル・グリッグスピー
ウィル・グリッグスピー（Will Grigsby、1970年3月19日 - ）は、アメリカ合衆国の男性プロボクサー。元IBF世界ライトフライ級王者。ミネソタ州セントポール出身。IBF世界ライトフライ級王者には2度戴冠している。

## 来歴
1988年11月23日、グリッグスピーはプロデビューを果たし3回TKO勝ち。デビュー戦を白星で飾った。
デビューウェイトはライトフライ級。
1989年2月24日、1988年ソウルオリンピックライトフライ級部門銀メダリストで後にIBF世界ライトフライ級王者マイケル・カルバハルと対戦。鳴り物入りでプロの世界に入ったカルバハルを苦しめたものの最終4ラウンドにダウンを奪われ1-2の判定負けで軽量級最大のライバル相手にプロ初黒星を喫した。
その後は持ち直したグリッグスピーは連勝をキープしたまま1996年10月10日、ヘスス・ロペスとUSBA全米フライ級王座決定戦を行い、12回判定勝ちを収め王座獲得に成功した。
1997年10月4日、USBA王座を争ったヘスス・ロペスと再戦し8回判定勝ちを収め再戦を制した。
1998年2月13日、ニューメキシコ州アルバカーキのザ・ピット-UNMにてジャビア・シントロンとUSBA王座初防衛戦を行い、12回3-0の僅差判定(115-114、115-113、115-112)勝ちを収め初防衛に成功した。
1998年12月18日、フロリダ州フォートローダーデールのメモリアル・アウディトリウムにて元IBF世界ミニマム級王者ラタナポン・ソーウォラピンとマウリシオ・パストラナが4か月前の8月29日に計量失格で空位になったIBF世界ライトフライ級王座決定戦を行った。試合はミニマム級で2度王座に戴冠し2期合わせて18度防衛したラタナポンが試合前の前評判で有利だった。試合はグリッグスピーは試合を優位に運び強打のラタナポンを封じ込め3-0(118-110、118-111、116-112)の判定勝ちを収めラタナポンの2階級制覇を阻止して王座獲得に成功した。
1999年3月6日、ミネアポリスのUM・スポーツ・パビリオンにてカルメロ・カセレスと対戦し、12回判定勝ち(2者が120-107、119-108)の大差判定勝ちを収め初防衛に成功した。
1999年10月2日、ネバダ州ラスベガスのラスベガス・ヒルトンにて元ミニマム級統一世界王者で49戦無敗のリカルド・ロペスと対戦し、12回0-3(110-118、112-116、111-117)の判定負けを喫し2度目の防衛に失敗し王座から陥落した。
2000年7月22日、フロリダ州マイアミのアメリカン・エアラインズ・アリーナにて、WBO世界ライトフライ級王者ネルソン・ディーバと対戦し3-0(116-112、2者が115-113)の僅差判定勝ちでライトフライ級2冠になったかに見えたが、試合後のドラッグテストでマリファナの陽性反応が出たためグリッグスピーに王座は認められず、ディーバに王座は返還され試合は無効試合に変更された。WBOはグリッグスピーは1年間の出場停止処分を下した。
2002年6月8日、グリッグスピーは出場停止を含め2年間のブランクを作ったが、8回判定勝ちで復帰戦を勝利で飾るも今度は怪我で2003年は1試合もこなせなかった。
2004年11月27日、世界ランカールーベン・コントレラスとの対戦で3ダウンルール適用によるストップによる初回1分42秒TKO勝ちを収め世界ランカーに復帰を果たした。
2005年5月14日、MGMグランドにて、後のWBC世界フェザー級シルバー王者ファン・カルロス・ブルゴスのおじであるIBF世界ライトフライ級王者ホセ・ビクトル・ブルゴスと対戦し、12回3-0(116-112、118-110、117-111)の判定勝ちを収め6年振りの王座返り咲きに成功した。
2006年1月7日、ニューヨークマディソン・スクエア・ガーデンでウリセス・ソリスと対戦し、12回判定0-3(110-118、111-117、112-116)の判定負けを喫し王座返り咲き後初防衛に失敗し王座から陥落した。
2007年1月25日、ネバダ州ラスベガスのオーリンズにてウリセス・ソリスと再戦したが、優位に試合を進められてしまい8回終了時棄権により、王座返り咲きに失敗しこの試合を最後に現役を引退した。3者とも8回終了までのスコアではフルマーク(72-80)でソリスがリードを許していた。

## 獲得タイトル
- USBA全米フライ級王座
- IBF世界ライトフライ級王座（1期目は防衛1度、2期目は防衛0度）